# Nyon (stacja kolejowa)
Nyon – stacja kolejowa w Nyon, w kantonie Vaud, w Szwajcarii. 
Stacja znajduje się na linii wzdłuż Jeziora Genewskiego (linia Lozanna – Genewa) i linii z Nyon do La Cure. Stacja Nyon ma dwie części: jedna jest obsługiwana przez SBB-CFF-FFS o standardowej szerokości rozstawu w kierunkach południowy zachód/północny wschód i jedna wykorzystane przez NStCM o metrowym rozstawie.

## Linie kolejowe
- Lozanna – Genewa
- Chemin de fer Nyon-Saint-Cergue-Morez